# Palicourea leucantha
Palicourea leucantha là một loài thực vật có hoa trong họ Thiến thảo. Loài này được D.A.Sm. mô tả khoa học đầu tiên năm 1909.